# Armadillidium assimile
Armadillidium assimile är en kräftdjursart som beskrevs av Gustav Budde-Lund 1879. Armadillidium assimile ingår i släktet Armadillidium och familjen klotgråsuggor. Inga underarter finns listade i Catalogue of Life.